# Хуттен, Франц Кристоф фон
Франц Кристоф фон Хуттен цу Штольценфельс (нем. Franz Christoph von Hutten zu Stolzenfels ; 6 марта 1706, Везенфельд, Вюрцбургское княжество-епископство — 20 апреля 1770, Шпайер, Шпейерское княжество-епископство) — немецкий кардинал. Князь-епископ Шпайера с 3 февраля 1744 по 20 апреля 1770. Кардинал-священник с 23 ноября 1761.